# Corscombe
Corscombe är en ort och civil parish i Storbritannien.   Den ligger i kommunen Dorset och riksdelen England, i den södra delen av landet, 190 km väster om huvudstaden London. Corscombe ligger 136 meter över havet och antalet invånare är 445.
Terrängen runt Corscombe är platt åt nordost, men åt sydväst är den kuperad. Runt Corscombe är det ganska tätbefolkat, med 86 invånare per kvadratkilometer. Närmaste större samhälle är Yeovil, 11,2 km norr om Corscombe. Trakten runt Corscombe består i huvudsak av gräsmarker.